# Apple scruffs
Die Apple scruffs waren eine kleine Gruppe von (hauptsächlich weiblichen) Beatles-Fans, die sich in der Hoffnung, die Beatles zu treffen und mit ihnen zu reden, regelmäßig vor dem Gebäude der Firma Apple und den Abbey Road Studios versammelten. Das englische Wort ‚scruffy‘ bedeutet ‚ungepflegt‘, Apple Scruffs wäre also etwa zu übersetzen mit ‚die Apple-Gammler‘.
Die Beatles selbst pflegten ein freundschaftliches Verhältnis mit dieser Gruppe. Zwei Apple Scruffs durften am 4. Februar 1968 sogar bei einem Beatles-Lied (Across the Universe) mitsingen, und George Harrison schrieb später ein Lied mit dem Titel Apple Scruffs, das auf seinem Soloalbum All Things Must Pass erschien.

„Apple Scruffs, how I love you. In the fog and in the rain, through the pleasure and the pain. On the step outside you stand, with flowers in your hands.“